# Гнеста (община)
Община Гнеста (на шведски: Gnesta kommun) е разположена в лен Сьодерманланд, източна централна Швеция с обща площ 540 km2 и население 10 409 души (към 31 декември 2013). Административен център на община Гнеста е едноименния град Гнеста.